# La culpa es de Colón
La culpa es de Colón es un programa de televisión uruguayo de género humorístico, producido y emitido por Teledoce. Es la versión local del formato latinoamericano de ViacomCBS del mismo nombre. Fue estrenado el 9 de agosto de 2020.
Cuenta con dos versiones. Una titulada «La culpa es de Colón - edición hombres», presentada por Maximiliano de la Cruz, Marcel Keoroglian, Diego Delgrossi, Leo Pacella y Germán Medina. Y la otra versión, titulada «La culpa es de Colón - edición mujeres», es presentada por Catalina Ferrand, Leticia Cohen, Luciana Acuña, Lucía Rodríguez y Jimena Vázquez.

## Formato
Es la versión local del formato latinoamericano de ViacomCBS y propiedad de Comedy Central. En el programa original, los presentadores son cinco comediantes, cada uno de distinto país. Allí debaten con humor y gracia las diferencias y puntos en común de las culturas de la región.
El programa dio origen a versiones locales en México, Colombia, Argentina y Brasil, hasta desembocar en Uruguay.

## Presentadores

### Edición hombres
- Maximiliano de la Cruz
- Marcel Keoroglian
- Diego Delgrossi
- Germán Medina
- Leo Pacella

### Edición mujeres
- Catalina Ferrand (2020-2022)
- Lucía Rodríguez (2020-2022)
- Luciana Acuña (2020-2022)
- Jimena Vázquez (2020-2022)
- Manuela da Silveira (2020)
- Leticia Cohen (2021-2022)
- Denise Casaux (2022)

## Recepción
El programa ha tenido buena audiencia en sus emisiones, en ocasiones ingresando al top 5 de programas más vistos del día según Kantar Ibope Media.